# Rockin' in Rhythm
| Recensione | Giudizio |
| ---------- | -------- |
| AllMusic   | [ 1 ]    |

Rockin' in Rhythm è un album discografico del sassofonista jazz statunitense Sonny Criss, pubblicato dalla casa discografica Prestige Records nel 1969.

## Tracce
Lato A
1. Eleanor Rigby – 5:32 (John Lennon, Paul McCartney)
2. When the Sun Comes Out – 6:31 (Ted Koehler, Harold Arlen)
3. Sonnymoon for Two – 4:50 (Sonny Rollins)

Lato B
1. Rockin' in Rhythm – 4:37 (Duke Ellington, Irving Mills, Harry Carney)
2. Misty Roses – 5:53 (Tim Hardin)
3. The Masquerade Is Over – 5:47 (Herb Magidson, Buddy DeSylva, Allie Wrubel)

Edizione CD del 1999, pubblicato dalla Prestige Records (P-7610)
1. Eleanor Rigby – 5:32 (John Lennon, Paul McCartney)
2. When the Sun Comes Out – 6:31 (Ted Koehler, Harold Arlen)
3. Sonnymoon for Two – 4:50 (Sonny Rollins)
4. Rockin' in Rhythm – 4:37 (Duke Ellington, Irving Mills, Harry Carney)
5. Misty Roses – 5:53 (Tim Hardin)
6. (I'm Afraid) The Masquerade Is Over – 5:47 (Herb Magidson, Allie Wrubel)
7. All the Things You Are – 5:52 (Oscar Hammerstein II, Jerome Kern) – Bonus Track

- Brano: All the Things You Are, registrato il 23 marzo 1967 al Rudy Van Gelder Studio di Englewood Cliffs, New Jersey (Stati Uniti)

## Musicisti
- Sonny Criss - sassofono alto
- Eddie Green - pianoforte (eccetto brano: All the Things You Are)
- Walter Davis Jr. - pianoforte (solo nel brano: All the Things You Are)
- Bob Cranshaw - contrabbasso (eccetto brano: All the Things You Are)
- Paul Chambers - contrabbasso (solo nel brano: All the Things You Are)
- Alan Dawson - batteria

Note aggiuntive
- Don Schlitten - produttore, foto copertina album
- Tutti i brani (eccetto: All the Things You Are), registrati il 2 luglio 1968 a New York City, New York (Stati Uniti)
- Richard Alderson - ingegnere delle registrazioni
- Brano: All the Things You Are, registrato il 23 marzo 1967 al Rudy Van Gelder Studio di Englewood Cliffs, New Jersey (Stati Uniti)
- Rudy Van Gelder - ingegnere delle registrazioni[3]